# Liopholis multiscutata
Espèce
Synonymes
- Egernia whitii multiscutata Mitchell & Behrndt, 1949
- Egernia multiscutata Mitchell & Behrndt, 1949
- Egernia bos Storr, 1960
- Egernia multiscutata bos Storr, 1960

Statut de conservation UICN

 LC  : Préoccupation mineure
Liopholis multiscutata est une espèce de sauriens de la famille des Scincidae.

## Répartition
Cette espèce est endémique d'Australie. Elle se rencontre en Australie-Occidentale, en Australie-Méridionale et au Victoria.

## Description
C'est un saurien vivipare.

## Liste des sous-espèces
Selon The Reptile Database (10 octobre 2012) :
- Liopholis multiscutata bos (Storr, 1960)
- Liopholis multiscutata multiscutata (Mitchell & Behrndt, 1949)

## Publications originales
- Mitchell & Behrndt, 1949 : Fauna and flora of the Greenly Islands. Part 1. Introductory narrative and vertebrate fauna. Records of the South Australian Museum, vol. 9, p. 167-179 (texte intégral).
- Storr, 1960 : Egernia bos, a new skink from the south coast of Western Australia. Western Australian Naturalist, vol. 7, p. 99-103.